# Porta Viminalis

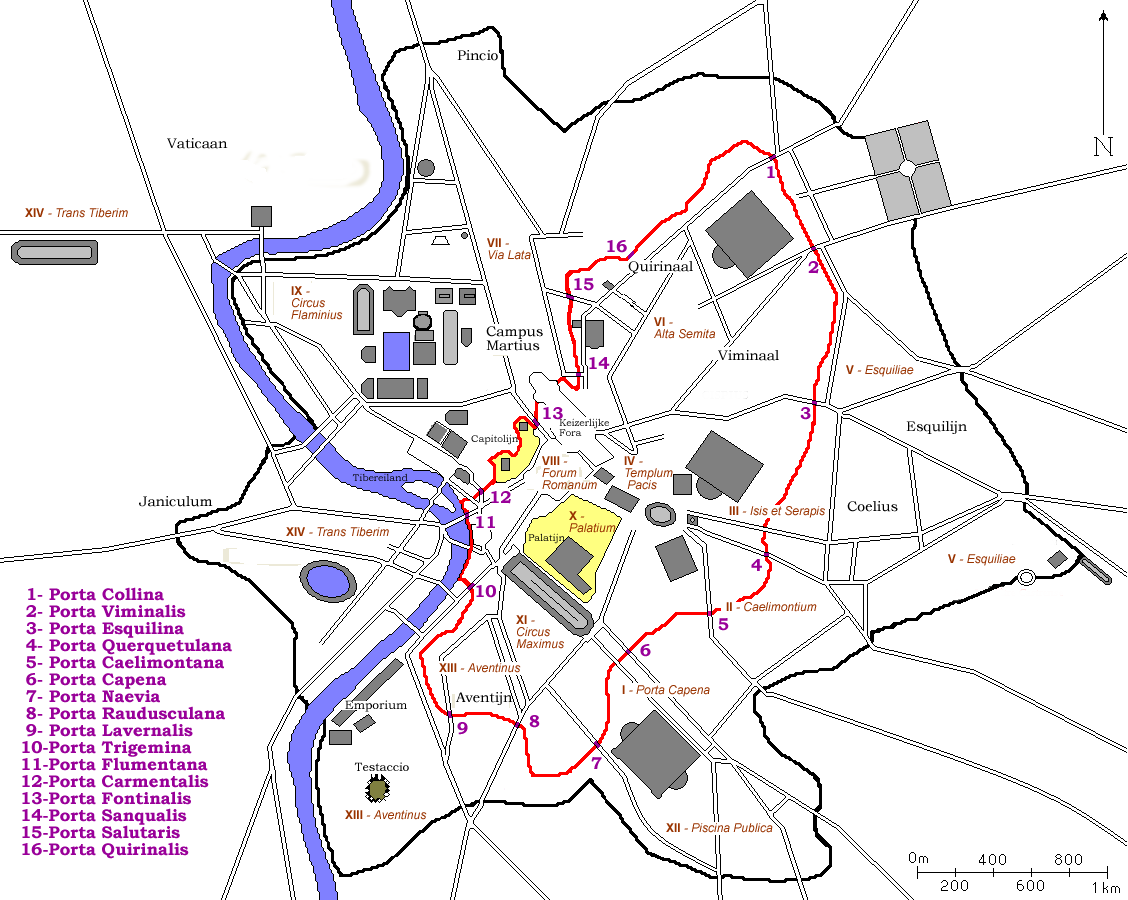
De Servische Muur en zijn stadspoorten

De Porta Viminalis was een stadspoort in de Muur van Servius Tullius in het oude Rome.
Deze poort was gebouwd op de Viminaal, een van de zeven heuvels van Rome en stond in de agger, het deel van de muur dat extra versterkt was met een aarden wal en een gracht. De poort is verloren gegaan, maar stond waarschijnlijk op de plaats van het gat tussen de twee bewaard gebleven delen van de muur voor Stazione Termini. Uit de restanten van deze sectie kan worden geconcludeerd dat de weg door de poort ongeveer drie meter breed was. Naast de weg kwam ook een van de aquaducten hier de stad binnen.
De Porta Viminalis was geen belangrijke doorgang, de weg die hier begon maakte vermoedelijk deel uit van een ouder tracé van de Via Tiburtina. Nadat in de 3e eeuw n.Chr. de Aureliaanse Muur was gebouwd, liep de weg in een rechte lijn daarheen, en verliet de stad door de evenmin belangrijke Porta Clausa.
Porta Collina · Porta Viminalis · Porta Esquilina · Porta Querquetulana · Porta Caelimontana · Porta Capena · Porta Naevia · Porta Raudusculana · Porta Lavernalis · Porta Trigemina · Porta Flumentana · Porta Carmentalis · Porta Fontinalis · Porta Sanqualis · Porta Salutaris · Porta Quirinalis